# Джоні Мітчелл
Джоні Мітчелл (Joni Mitchell), справжнє ім'я Роберта Джоан Андерсон (Roberta Joan Anderson; 7 листопада 1943, Альберта, Канада) — канадська вокалістка, гітаристка, композитор, автор текстів, продюсер, художниця.

## Життєпис
У віці дев'яти років Мітчелл перехворіла на поліомієліт, була в лікарні протягом декількох тижнів. Після цього вона вперше подумала про співочу чи танцювальну кар'єру. Закінчивши «College Of Art» міста Калгарі та опанувавши за допомогою платівок-самовчителів Піта Сіґера гітару, Джоні 1964 року почала виступати у місцевих студентських кав'ярнях та клубах. Того ж року вона з'явилась на «Mariposa Folk Festival», що проходив в Онтаріо, де запропонувала власні пісні у стилі Боба Ділана.
1965 року перебравшись до Торонто, Джоні одружилась з американським музикантом Чаком Мітчеллом і взяла прізвище чоловіка. Разом подружжя почало виступати у різних фолк-клубах, проте шлюб тривав не довго. 1967 року після розлучення Джоні переїхала до Нью-Йорка, де на певний час присвятила себе живопису (згодом Джоні Мітчелл власноруч оформлювала обкладинки деяких своїх платівок). Проте прибутки вона отримувала виключно завдяки своїм виступам у нью-йоркському фолк-клубі «Gaslight Club». Також у цей період Мітчелл можна було побачити з концертами у Флориді у місцевому клубі «Coconut Grove», де її запримітив заповзятливий продюсер Джо Бойд. Він влаштував Джоні пару концертів у маленьких селищах Англії, внаслідок яких у репертуарі співачки з'явилось декілька нових пісень. Проте насправді співачку відкрили менеджер-початківець Елліот Робертс з нью-йоркського клубу «Cafe An Go-Go» та колишній учасник The Byrds Девід Кросбі. Незабаром Джоні та Девід стали коханцями і Кросбі допоміг їй у продюсуванні незвичайного дебютного альбому «Songs To A Seagull». На цій платівці, що була поділена на дві частини («І Came To The City» та «Out Of The City & Down To The Seaside») відчувався сильний вплив фолк-музики, що помітно було ще з самого початку кар'єри Джоні Мітчелл. Також це характеризувало і наступний лонгплей «Clouds», до якого ввійшло крім радісно-оптимістичних творів і кілька ліричних, повних меланхолії композицій. Однак сама Мітчелл залишилась незадоволеною рівнем платівки і пізніше називала її найгіршою у своїй кар'єрі.
Попри те, що Мітчелл багато критиків вважали скоріше автором пісень, ніж виконавицею (хоч Джоні була й непоганою вокалісткою та гітаристкою), третій альбом «Ladies Of The Canyon» підтвердив наявність таланту як автора, так і виконавиці. Титульний твір з цієї платівки відбивав невинну наївність того часу, відлуння чого можна було почути також у композиції «Willy» — не дуже тактовної сповіді про зв'язок артистки з Грейем Нешем. Мітчелл постійно задавалась питанням, у які незвичні часи їй доводиться жити, а її твір «Woodstock» (сама Джоні не брала участі у цьому легендарному фестивалі) у виконанні гурту Crosby, Stills, Nash & Young стала свого роду посвятою тим часам. Сміливий текст цієї пісні представляв хіпі як шукачів втраченого у раю щастя. У композиції «For Free» (записана пізніше The Byrds) Джоні Мітчелл запропонувала одну з своїх улюблених тем, а саме: зіткнення комерційного схвалення та артистичної порядності. Аргументом на підтримку Мітчелл, як автора та виконавця, стала повна гіркого гумору пісня «Big Yellow Taxi», яка на синглі потрапила до американського «Тор-20», здивувавши багатьох, а також була записана Бобом Діланом.
Після невеликої перерви Мітчелл повернулась на музичний ринок з альбомом «Blue», який виявився найбільш інтроспективним у її попередній кар'єрі. Платівка була менш мелодійною, ніж попередні видання артистки, аранжування досить складні, а в текстах Мітчелл піддала себе самоаналізу, що тривожив. Суворий та часом занадто антиромантичний альбом «Blue» був типовим продуктом для кульмінаційного періоду діяльності авторів-виконавців. На цьому альбомі Мітчелл зробила також стилістичні зміни — з чистого фолку на рок, а Стівен Стіллз (Stephen Stills) — гітара, бас, Джеймс Тейлор (James Taylor) — гітара, «Снікі» Піт Клейнов («Sneaky» Pete Kleinow) — гітара та Pace Канкел (Russ Kunkel) — ударні своєю грою прикрасили її творчий доробок.
Учергове Мітчелл повністю відхилила попередні музичні обмеження на альбомі «For The Roses», де розбудовані партії духових поєднувалися з дуже особистими текстами, які навмисно розповідали від третьої особи. Композиція з цього альбому "You Turn Me On l"m A Radio", що була видана на синглі, восени 1972 року потрапила до американського Тор-30.
Наступну роботу, альбом «Court & Spark» Мітчелл запропонувала лише через два роки. Записаний за допомогою музикантів з джаз-рокової формації L.A.Express — Тома Скотта (Tom Scott) — саксофон та Віктора Фелдмана (Victor Fetdman) — клавішні, вібрафон, ударні, лонгплей пропонував багатий та вишуканий матеріал. Повний розмаху твір «Help Me», що походив з цього альбому, 1974 року зайняв сьоме місце в американському чарті, принісши автору найбільший комерційний успіх.
Чудову атмосферу виступів вживу вдалося передати на виданому 1975 року альбомі «Miles Of Aisles», який було записано 1974 року під час концертів артистки на великих стадіонах. Того ж 1975 року Мітчелл запропонувала вражаючий студійний лонгплей «The Hissing Of Summer Lawns», на якому представила не тільки свою зрослу зацікавленість джазом, а також і світовою музикою. Цей найвитонченіший альбом з усіх попередніх пропонував менше інтроспективних творів, проте більше було загальних коментарів на тему американської моралі. Однак альбом, який заслуговував на найвище визнання, зустрів неоднозначну реакцію, що говорило про одне: Мітчелл було нелегко позбавитись ярлика «співачки суто акустичного фолку».
Чергова пропозиція — альбом «Hejira», незважаючи на свою виразність, виявилась не такою багатою у музичному відношенні, хоч і була витримана також у джазовому руслі. У її запису взяли участь Віктор Фелдман та Том Скотт, а також Леррі Карлтон (Larry Carlton) з джаз-рокового гурту Crusaders — гітара. Жак Пасторіус (Jac Pastorius) — бас, але творчий матеріал платівки більше нагадував ранні роботи Мітчелл.
Свої пошуки на джазових просторах Мітчелл продовжила у 1978—1979 роках, записуючи альбом «Don Juan's Reckkss Daughter», а кульмінацією цих пошуків стала співпраця з Чарльзом Мінгусем. Записана разом з ним платівка «Mingus» виявилась найсміливішою роботою за всю попередню кар'єру Мітчелл, однак, на жаль, джазове середовище зустріло її з підозрою. Не мала вона великого попиту й серед слухачів. Період джазових імпровізацій у творчості артистки завершував концертний альбом «Shadows & Light», який фіксував концерт 1979 року у Санта-Барбарі і на якому Мітчелл допомагали, наприклад, Жак Пасторіус, Пет Метені (Pat Metheny) — гітара, Лайл Мейс (Lyle Mays) — клавішні та Майкл Брекер (Michael Brecker) — саксофон.
Після одруження з басистом Ларрі Клейном творча активність артистки дещо спала, але незабаром Мітчелл уклала угоду з фірмою «Geffen», на якій дебютувала 1982 року лонгплеєм «Wild Things Run Fast». Це видання виявилось спрощеним, позбавленим глибини, характерної для попередніх робіт, хоча композиція «Chinese Cafe», що походила з цієї платівки, і досі вважається найкращим досягненням у кар'єрі артистки.
Недооцінений серед критиків альбом «Dog Eat Dog», який продюсував Томас Долбі, пропонував найкращі твори Мітчелл 1980-х років. Деякі композиції, наприклад «Good Friends» (дует з Майклом Макдональдом), підкреслювали знайдені знову задоволення щодо обраної кар'єри співачки та радість життя. Однак у деяких інтерв'ю Мітчелл наголошувала на бажанні повернутися до малярства, що деякі трактували як ознаку втрати музичного натхнення. Проте сама вокалістка незабаром записала у подібному настрої альбом «Chalk Mark In A Rain Storm», до якого, наприклад, ввійшли її власні інтерпретації популярних мелодій — «Cool Water» (записана з Віллі Нельсоном) та «Corrina Corrina», названа на платівці як «A Bird That Whistles». Ці твори виявилися сигналом до чергових стилістичних змін у творчості артистки, які у певній мірі дали про себе знати на записаному після трирічної перерви лонгплеї «Night Ride Home». Ця більшою мірою акустична збірка нагадувала настрої, що були присутні на альбомі «Hejira», і презентувала у повній мірі вокальний та творчий талант Мітчелл. Видання цього альбому збіглось у часі з реалізацією старих задумів повернення до живопису, коли у Лондоні та Едінбурзі було організовано виставку її робіт.
У лютому 1995 року після багаторічної перерви співачка виступила у телевізійній програмі «The Tonight Show With Jay Leno», у якому презентувала свій новий альбом «Turbulent Indigo». Він підтвердив ще раз той факт, що співачка перебуває у творчій формі. У січні 1996 року Джоні Мітчелл отримала нагороду «Polar Music Award», а в квітні 1997 року її було введено до «Зали слави рок-н-ролу», що зробило з неї першу канадську співачку, удостоєної такої честі.

## Дискографія
- 1968 — Joni Mitchell (відомий також як «Song For A Seagull»)
- 1969 — Clouds
- 1970 — Ladies Of The Canyon
- 1971 — Blue
- 1972 — For The Roses
- 1974 — Court & Spark
- 1975 — Miles Of Aisles
- 1975 — The Hissing Of Summer Lawns
- 1976 — Hejira
- 1977 — Don Juan's Reckless Daughter
- 1979 — Mingus
- 1980 — Shadows & Light
- 1982 — Wild Things Run Fast
- 1985 — Dog Eat Dog
- 1988 — Chalk Mark In A Rain Storm
- 1991 — Night Ride Home
- 1994 — Turbulent Indigo
- 1996 — Hits
- 1996 — Misses
- 1998 — Taming the Tiger
- 2000 — Both Sides Now
- 2002 — Travelogue
- 2007 — Shine